# 阿部恵 (ラグビー選手)
阿部 恵（あべ めぐみ、1998年4月28日 - ）は、日本の女子ラグビーユニオン選手。

## プロフィール
- 愛媛県出身[1]。
- ポジションはスクラムハーフ(SH)。
- 身長 147cm、体重 51kg
- 愛称はめぐ[2]。
- 女子日本代表キャップは14。（2021年11月現在）

## 略歴
2017年、石見智翠館高校卒業後、立正大学に入る。
2019年7月13日に行われた女子オーストラリア遠征女子オーストラリア代表戦にて先発出場で女子日本代表初キャップを獲得した。
2021年、立正大学卒業。
2022年、ラグビーワールドカップ2021の女子日本代表に選ばれた。